# Kaliboto Lor
Kaliboto Lor is een bestuurslaag in het regentschap Lumajang van de provincie Oost-Java, Indonesië. Kaliboto Lor telt 10.642 inwoners (volkstelling 2010).